# ریتاباری چاکرابورتی
ریتاباری چاکرابورتی (به انگلیسی: Ritabhari Chakraborty) (زاده ۲۶ ژوئن ۱۹۹۲) بازیگر هندی است.
از فیلم‌هایی که وی در آن نقش داشته است می‌توان به پری و چهار ضلعی اشاره کرد.